# میگل دیاز (بازیکن فوتبال اسپانیا)
میگل دیاز (انگلیسی: Miguel Díaz؛ زادهٔ ۲۴ ژانویهٔ ۱۹۹۴) بازیکن فوتبال اهل اسپانیا است.
از باشگاه‌هایی که در آن بازی کرده‌است می‌توان به باشگاه فوتبال میراندس، باشگاه فوتبال رئال مورسیا، و باشگاه فوتبال اوساسونا اشاره کرد.